# Mizerové II
Mizerové II (v anglickém originále Bad Boys II) je americký akční film z roku 2003. Po úspěchu prvních Mizerů jej natočil opět režisér Michael Bay, tentokrát podle scénáře Rona Sheltona a Jerryho Stahla. Herecké obsazení opět stálo především na dvojici Martin Lawrence, Will Smith, úhlavního padoucha si zahrál Jordi Molla. Společnost Columbia Pictures film uvedla do amerických kin 18. července 2003. Česká premiéra následovala 2. října téhož roku.

## Obsazení
| Martin Lawrence | Marcus Burnett                                  |
| Will Smith      | Mike Lowrey                                     |
| Gabrielle Union | Sydney Burnettová, Marcusova sestra             |
| Jordi Molla     | Hector Juan Carlos „Johnny“ Tapia, drogový boss |
| Otto Sanchez    | Carlos                                          |
| Jon Seda        | Roberto                                         |
| Peter Stormare  | Alexei                                          |
| Oleg Taktarov   | Josef Kuninskavich                              |
| Michael Shannon | Floyd Poteet                                    |

## Přijetí
Oproti prvnímu filmu série producenti pracovali s téměř sedminásobným rozpočtem asi 130 milionů dolarů. Vstup do amerických kin byl úspěšný, během prvního víkendu činily tržby na domácím trhu 46,5 milionu dolarů. Obsadil tak první příčku v návštěvnosti, před třemi reprízovanými snímky – Piráti z Karibiku: Prokletí Černé perly, Liga výjimečných, Terminátor 3: Vzpoura strojů – a druhou premiérou týdne, britskou komedií Johnny English. Celkově vydělal na domácích tržbách 138,6 milionů dolarů a na zahraničních dalších 134,7 milionů.
Ze 177 recenzí v agregátoru Rotten Tomatoes si film vysloužil jen 23% hodnocení, zatímco přes 500 tisíc jeho uživatelů druhé Mizery ocenilo 78 procenty. Celkem 34 recenzentů na serveru Metacritic složilo průměrné 38% hodnocení.
Jaroslav Sedláček z MF Dnes o filmu při jeho české premiéře napsal mimo jiné: „Režisér Michael Bay je spolehlivým hitmakerem. Ač se jeho filmy Skála, Armageddon či Pearl Harbor nepyšní příliš dobrým příběhem ani odstíněnými charaktery, „nadupané“ akční scény z nich činí pravou popcornovou zábavu. Akční komedie Mizerové 2, pokračování Bayova debutu z roku 1995, není výjimkou.“